# Niedźwiedzianka
Niedźwiedzianka (niem. Bärenbruch Bach) – struga w północno-zachodniej Polsce, lewy dopływ Płoni. Płynie przez północno-wschodnią część Puszczy Bukowej w województwie zachodniopomorskim. 
Struga powstająca z połączenia Małej i Wielkiej Niedźwiedzianki przy północnym krańcu Niedźwiadka, na północnym skraju Puszczy Bukowej. Dalej Niedźwiedzianka płynie już poza obrębem kompleksu leśnego przez części Szczecina: Kijewko i Kijewo, gdzie od prawego brzegu uchodzi do niej Trawnę. Następnie w Dąbiu struga uchodzi od lewego brzegu do rzeki Płoni.